# Aluminiumrecycling

Ein Symbol für Aluminiumrecycling

Die Kennzeichnung von rezyklierbarem Aluminium durch das Europäische Komitee für Normung

Unter Aluminiumrecycling wird das Wiederverwerten von Altaluminium (Schrott) wie Aluminiumabfällen in jeder Form verstanden, wobei „Aluminium“ ein Sammelbegriff nicht nur für Reinaluminium, sondern auch für die mehrheitlich anfallenden Legierungen ist.
Wenn Aluminiumlegierungen sortenrein gesammelt und recycelt werden, können die entsprechenden Legierungen aus dem resultierenden Umschmelzaluminium ohne Qualitätsverlust recycelt werden. Da verschiedene Legierungselemente (z. B. Magnesium) beim Umschmelzen nicht entfernt werden können, kommt es bei nicht sortenreiner Erfassung zum sogenannten Downcycling. Der große ökonomische und ökologische Vorteil von „Recyclingaluminium“ besteht darin, dass der Recyclingprozess, verglichen mit der Primärerzeugung, ungefähr 5 % des dort für gleiche Aluminiummengen erforderlichen Einsatzes an Energie benötigt.

## Verfahren

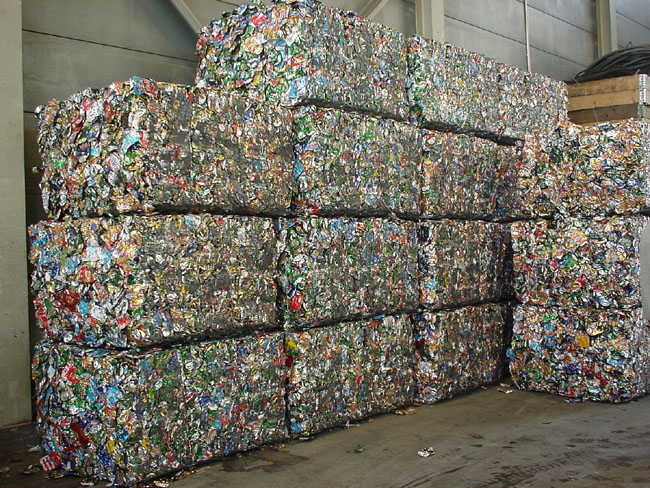
Transportfertiger Aluminiumschrott

Der für das Recycling an vielen Stellen anfallende und in vielerlei Art und Form gesammelte Aluminiumschrott enthält sowohl Gewalztes als auch Gegossenes, daneben Produktionsabfälle, bei denen Späne als feinstückiges Material dominieren, aber auch metallreiche Krätzen.
Der beim Umschmelzbetrieb zumeist gemischt angelieferte Schrott wird in großvolumigen Öfen (Trommelofen) unter Zusatz von ca. 50 % eines chloridischen Salzgemisches mit einem Zusatz von Flussspat (Calciumfluorid) bei 650–700 °C unter ständiger Bewegung des Ofeninhaltes aufgeschmolzen. Dabei werden Verunreinigungen des Einsatzes, vornehmlich solche oxidischer Art, im Schlackenfluss der Salzschmelze aufgenommen und auch weitere Oxidation durch die Ofenatmosphäre begrenzt. Die fertigen Schmelzen werden seltener direkt zu Rohmasseln vergossen; zumeist werden sie in einen sogenannten „Mischer“ übergeführt, der weitere Behandlungsschritte ermöglicht, die der Reinigung, der Gefügebeeinflussung und auch der Qualifizierung als bestimmte Umschmelzlegierung dienen (s. Schmelzebehandlung). Das recycelte Aluminium geht in Masselform oder als Prozesswärme erhaltender Flüssigmetalltransport in die Weiterverarbeitung, in der Regel zu Formgießereien.
Während der eigentliche Recyclingprozess die Aufgabe mittelständischer Umschmelzbetriebe oder auch einer der Primärhütte angeschlossenen Umschmelze ist, fällt die Aufarbeitung der beim Recycling anfallenden Mengen an Salzschlacken in einen besonderen Zweig der Abfallwirtschaft.

## Verunreinigungen
| Verunreinigungen | Primärmetal  | Sekundärmetal |
| ---------------- | ------------ | ------------- |
| Wasserstoff      | 0,1–0,3 wppm | 0,4–0,6 wppm  |
| Natrium          | 30–150 ppm   | <10 ppm       |
| Calcium          | 2–5 ppm      | 5–40 ppm      |
| Lithium          | 0–20 ppm     | <1 ppm        |

Häufig auftretende Verunreinigungen sind z. B. Wasserstoff, Alkalimetalle oder Einschlüsse. Reaktionen sind in der Schmelze thermodynamisch stark begünstigt und werden nur durch die Bildung einer Oxidschicht auf der Schmelzeoberfläche unterbunden, die den Kontakt zwischen dem Wasserdampf und dem geschmolzenen Metall verhindert. Häufig geforderte Natrium- und Lithiumgehalte betragen weniger als 10 ppm.
Der Magnesiumanteil im geschmolzenen Schrott hängt von den umzuschmelzenden Legierungen ab und kann bis zu 5 % oder mehr betragen. Ob dieses Magnesium als eine zu entfernende Verunreinigung behandelt wird, hängt von der herzustellenden Legierung ab. Magnesium ist in der Regel teurer als Aluminium, so dass der Anteil genutzt wird, um aus der Schmelze Legierungen mit einem höheren Magnesiumgehalt herzustellen.
Einschlüsse sind feste, nichtmetallische Partikel, meist Oxide, die im geschmolzenen Aluminium suspendiert sind. Die Anzahl und Größe dieser Partikel hängt von einer Reihe von Faktoren ab, insbesondere von der Qualität des Schrotts und den darin enthaltenen Verunreinigungen. In der Regel sind die Einschlüsse jedoch kleiner als 100 μm.

## Mengen
- In Deutschland wurden 2016 ca. 723.000 Tonnen Recycling-Aluminium hergestellt.
- Ungefähr 30 % des in den USA hergestellten Aluminiums stammt aus der Recyclingroute.[2]
- In Europa stammen 52 % des produzierten Aluminiums aus der Recyclingroute, weltweit sind es ca. 30 % (Stand: 2017).
- Weltweit werden für Aluminium Recyclingraten um 40 % angegeben.[3]

Die im Oktober 2014 eröffnete, weltweit größte Aluminiumrecyclinganlage befindet sich in Nachterstedt und wird von Novelis betrieben. Sie kann jährlich 400.000 Tonnen Aluminiumschrott verarbeiten. Dadurch werden rund 3,7 Mio. Tonnen CO2-Emissionen gegenüber der Verwendung von neuem Aluminium eingespart. Der Bau der Recyclinganlage kostete etwa 205 Mio. €, sie hat eine Grundfläche von 60.000 m². Die Anlage umfasst zwei parallele Verarbeitungslinien; eine speziell für Getränkedosen und eine für diversen Aluminiumschrott. Pro Tag werden rund 55 Barren mit einem Gewicht von jeweils rund 25 Tonnen und einer Länge von 12 m aus Aluminiumschrott hergestellt.

## Ökonomie und Ökologie
Bei Aluminium ist die Recycling-Effizienz deswegen sehr gut, weil es wesentlich energiesparender ist, Altaluminium bei ca. 660 °C einzuschmelzen als Primär-Aluminium im Hall-Héroult-Prozess bei 950 °C Schmelztemperatur  mit anschließender Schmelzflusselektrolyse zu gewinnen. Beim Aluminiumrecycling werden nur 5 % der Energiemenge der Primärproduktion benötigt. Außerdem reduziert sich die Menge der Rückstände pro Tonne produziertem Aluminium von zwei Tonnen bei der Primäraluminiumherstellung (insbes. zu deponierender Rotschlamm) auf 100 kg beim Aluminiumrecycling (insbes. recyclierbare Salzschlacke). Für die Aluminiumgewinnung aus Bauxit wird in bedeutendem Ausmaß elektrische Energie benötigt; beim Recycling können auch Primärenergieträger, z. B. Erdgas verwendet werden.
Da verschiedene Legierungselemente (z. B. Magnesium) beim Umschmelzen nicht entfernt werden können, kommt es bei nicht sortenreiner Erfassung jedoch nicht zu vollwertigem Recycling, sondern zum sogenannten Downcycling.